# Jacob ben Jechiel Loans
Jacob ben Jechiel Loans (Jakob von Linz) († 1506 in Linz) war der Leibarzt Friedrichs III.
Er stammte aus Mantua. Bekannt wurde er als Leibarzt des Kaisers des Heiligen Römischen Reiches Deutscher Nation, des Habsburgers Friedrich III. (1415–1493), der den jüdischen Arzt für seine langjährigen Dienste in den Ritterstand erhob, und darüber hinaus als Hebräischlehrer von Johannes Reuchlin, der den kaiserlichen Hof mit seinem Landesfürsten, dem Herzog Eberhard von Württemberg, besuchte.

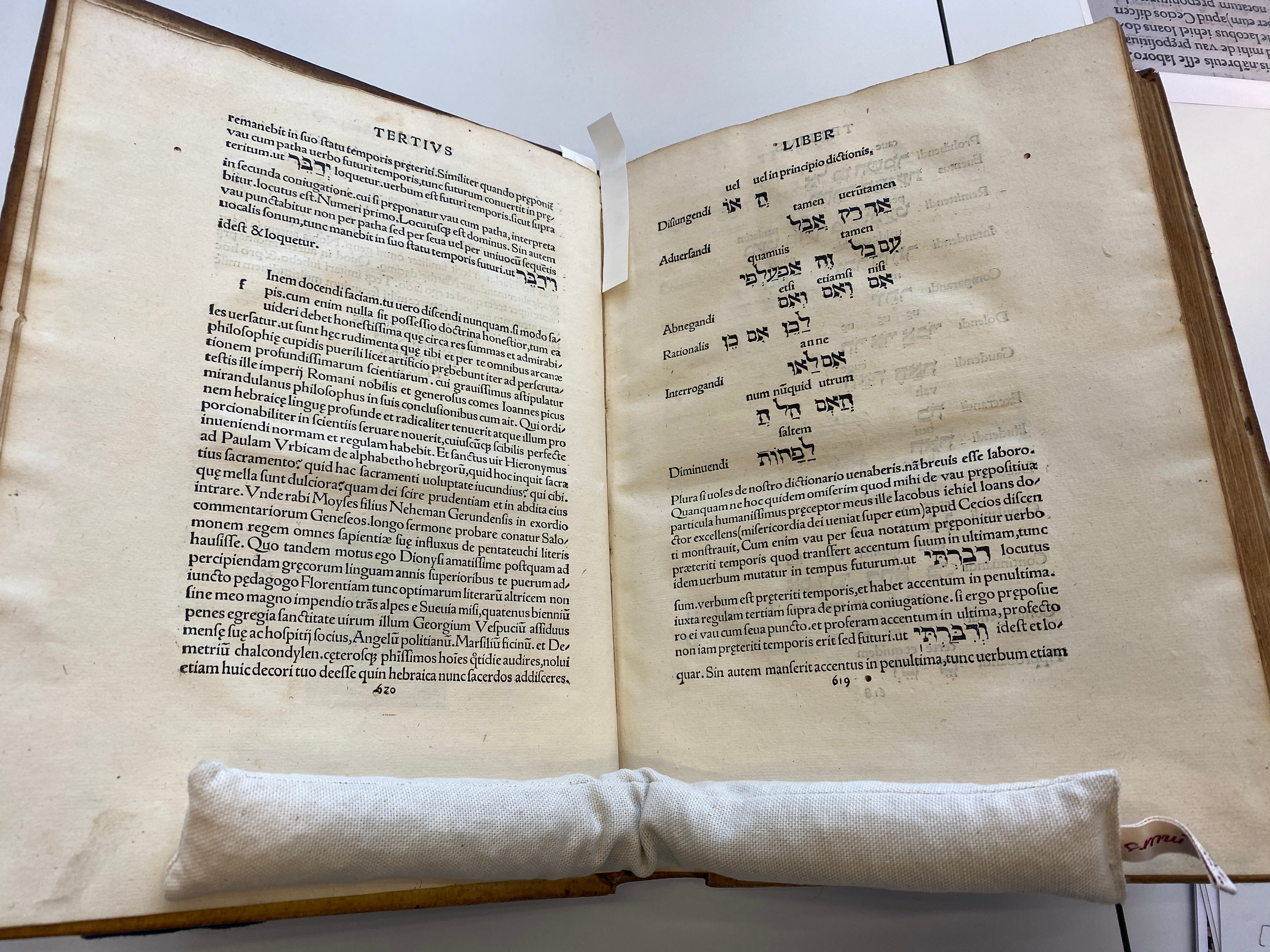
Hebraische Grammatik von Johannes Reuchlin mit lateinischen und hebräischen Druckbuchstaben, gedruckt von Thomas Anshelm (1506). Der Text zeigt eine Hommage Reuchlins an seinen hebräischen Lehrer Jacob ben Jehiel Loans. Médiathèques de la Ville et de l’Eurométropole de Strasbourg – Fonds patrimonial.

Reuchlin bewahrte seinem ersten Hebräischlehrer sein Leben lang ein gutes Andenken als Lehrer und Mensch. In seinen Werken erwähnt er Loans u. a. als humanissimus praeceptor meus homo excellens und verewigte ihn in der Figur des jüdischen Gelehrten Simon in seinem Werk De verbo mirifico (1494).
Jacob Loans war auch für Friedrichs Nachfolger Maximilian I. als Arzt tätig.
Jacob Loans war ein Verwandter des Josel von Rosheim.